# Klein Hammer

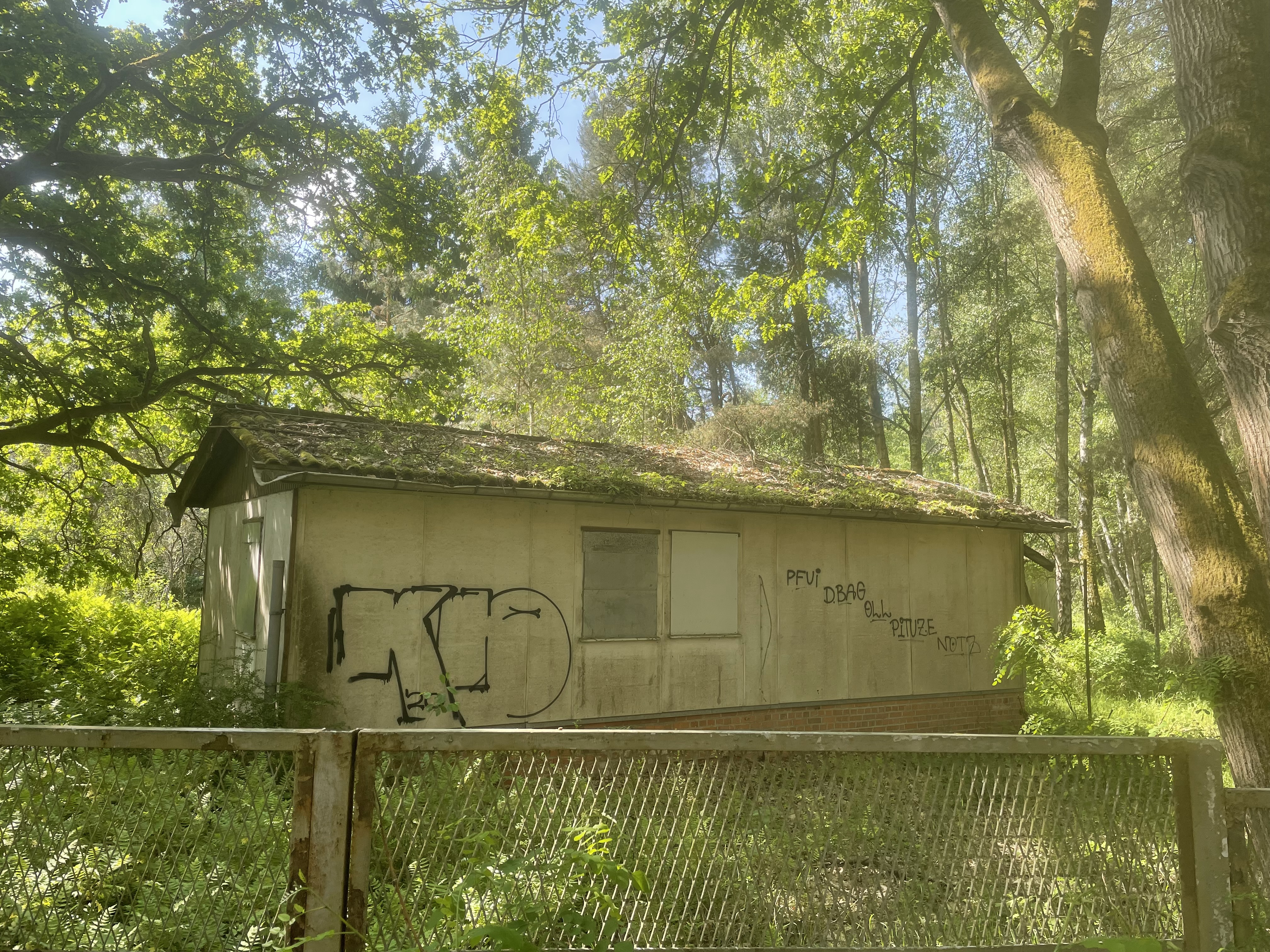
Ortsansicht

Klein Hammer war ein Wohnplatz des Ortsteils Löpten der Gemeinde Groß Köris im Landkreis Dahme-Spreewald in Brandenburg.

## Geschichte
Im Jahr 1700 gab es in der Nähe von Löpten ein Vorwerk bestehend aus einer Schäferei mit einem Bestand von bis zu 700 Schafen. Hinzu kamen 20 „Melkekühe“, 12 Ochsen und Jungvieh. Die Statistik verzeichnete „keine Untertanen“, sondern nur ein Schützenhaus sowie in der Nähe einen Pechofen in Hammer. Das Gebiet gehörte zu dieser Zeit der Herrschaft Teupitz und damit den Schenken von Landsberg. 1743 bestanden auf dem Wohnplatz eine Meierei, sowie ein Hammelstall und zwei Familiengebäude. In einiger Entfernung entstanden ein weiteres Familienhaus sowie ein Forsthaus, aus der die spätere Oberförsterei Hammer hervorging.
1801 berichtete die Statistik von einer Schäferei, die „ehedem ein Vorwerk gewesen“ war, sich demnach weiterentwickelt hatte. Sie wurde 1843 nochmals erwähnt und gehörte zu dieser Zeit zum Kreis Teltow. 1858 lebten zwölf Personen in Klein Hammer. 1860 bestand die Bebauung aus zwei Wohn- und vier Wirtschaftsgebäuden. Im Jahr 1890 war die Bevölkerung auf gerade einmal vier Personen zurückgegangen, ebenso im Jahr 1925. Im Jahr 1929 wurde Klein Hammer ein Wohnplatz von Löpten.